# Parametro (matematica)
In matematica, il parametro è una costante arbitraria richiamata in sistemi, formule, equazioni (dette appunto parametriche) che può assumere tutti i valori in un determinato ambito (insieme di numeri).
Insieme al termine variabile, con il quale esiste stretta coerenza (e a volte confusione) il termine parametro si è esteso a qualunque disciplina tecnico scientifica che tratta entità dinamiche, ossia che possono cambiare di stato o valore. 
Alcuni esempi:
- I parametri ottimali di carburazione per un motore endotermico (meccanica)
- I parametri minimi richiesti per un'aria respirabile (ambiente)
- I parametri di lavoro di un sistema di contabilità (informatica)
- I parametri minimi di sopravvivenza in sala di rianimazione (sanità)
- I parametri ottimali di un processo di cracking (chimica industriale)